# Car Ku
Prema kineskoj mitologiji, car Ku (kineski 嚳/喾) – također poznat kao Gāoxīn ili „Bijeli Car” – bio je jedan od prvih vladara stare Kine. Navodno je vladao oko 2436. prije nove ere — oko 2366. prije nove ere. U mitovima je opisan kao skladatelj i izumitelj glazbenih instrumenata. Imao je zmaja kojeg je jahao ljeti.
Kuov je otac bio Qiaoji, čiji je otac bio Shaohao, preko kojeg je Ku bio potomak slavnog Žutog Cara. Gospe koje su postale Kuove supruge bile su Jiang Yuan, Jiandi, Qingdu i Changyi, dok su Kuova djeca bila Xie (predak kraljeva dinastije Shang), Hou Ji (predak kraljeva dinastije Zhou), car Zhi i car Yao.
| prethodnik Zhuanxu | Car stare Kine | nasljednik Car Zhi |